# Шверштадт
Шверштадт (нім. Schwörstadt) — громада в Німеччині, знаходиться в землі Баден-Вюртемберг. Підпорядковується адміністративному округу Фрайбург. Входить до складу району Леррах.
Площа — 20,08 км2. Населення становить 2575 ос. (станом на 31 грудня 2020).